# Eco-Nelson
Eco-Nelson – całoroczna prywatna baza polarna, położona na Wyspie Nelsona w archipelagu Szetlandów Południowych. Założył ją i prowadzi czeski polarnik Jaroslav Pavlíček.

## Położenie i warunki
Baza znajduje się nad Zatoką Maxwella, w pobliżu czterystumetrowej szerokości cieśniny Fildes, dzielącej Wyspę Nelsona od większej Wyspy Króla Jerzego. Jest ulokowana na wolnym od lodu fragmencie wybrzeża wyspy o powierzchni ok. 4 km², porośniętym roślinnością, którą tworzą śmiałek antarktyczny, kolobant antarktyczny oraz liczne gatunki mchów i porostów; zdarzają się także grzyby. Faunę reprezentują walenie, płetwonogie i ptaki morskie. Najczęściej spotykanymi pingwinami są pingwin białobrewy i pingwin maskowy.
Baza znajduje się w niewielkiej odległości od stacji położonych na Wyspie Króla Jerzego. W razie potrzeby możliwa jest ewakuacja przebywających w niej osób do chilijskiej stacji Presidente Eduardo Frei, gdzie może zostać udzielona pomoc medyczna, a stamtąd także dalej do Punta Arenas.
Na Wyspie Nelsona panuje chłodny klimat morski. Średnia temperatura w styczniu jest równa +3 °C, a w lipcu (środek zimy antarktycznej) wynosi -11 °C. Rekordowe wartości temperatur to -29 °C zimą i +15 °C latem. Wiatry wieje ze średnią prędkością 8 m/s, głównie z zachodu; najsilniejszy zarejestrowany poryw wiatru miał prędkość 40 m/s. Opady mokrego śniegu typowo tworzą pokrywę o grubości ok. 40 cm (choć po zawietrznej stronie przeszkód terenowych potrafi zgromadzić się kilkumetrowa warstwa), wiatr zazwyczaj szybko znosi śnieg do morza.

## Historia i działalność
Baza Eco-Nelson oferuje gościom z całego świata pobyt w Antarktyce trwający od 20 dni do roku, nastawiony na sztukę przetrwania. Jest to rodzaj eksperymentu, jako że duży nacisk położony jest na ekologię; wiąże się to m.in. z ograniczeniami dotyczącymi dopuszczalnego bagażu i chemicznych środków czystości. Dewiza bazy brzmi: „bądź samodzielny i pomagaj innym”. Do programu działań należy także zbieranie przedmiotów wyrzucanych przez morze podczas odpływu; dostarcza ono informacji o wpływie człowieka na środowisko.
Baza Eco-Nelson została założona w 1989 roku, od tamtej pory stale przebywa w niej od 1 do 9 osób.